# 404 error

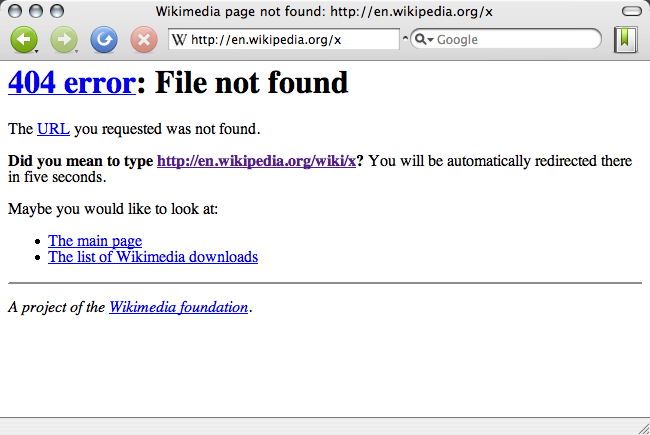
Skärmdump av en 404 error-sida på Wikipedia.

404 error eller error 404 (egentligen "404 Not Found") är en standardfelkod i HTTP-protokollet som betecknar att webbsidan som efterfrågats inte finns eller inte kan hittas (eller att webbservern inte vill avslöja dess existens, då access ändå är förbjuden).
Ett 404-fel är det vanligaste resultatet när en besökare till en webbplats klickat på en bruten eller död länk. Av denna anledning är 404 en av internets mest välkända felkoder. 
Uttrycket 404 är vanligt och i överförd betydelse kan det emellanåt användas istället för "finns inte" eller "fel", oftast i tekniska sammanhang. 404-felkoden ska inte förväxlas med fall då servern inte hittas (och alltså inte kan svara med en felkod) eller av olika orsaker inte kan eller vill skicka den efterfrågade resursen (och svarar med andra felkoder).